# IC 2462
IC 2462 је спирална галаксија у сазвјежђу Лав која се налази на листи објеката дубоког неба у Индекс каталогу.
Деклинација објекта је + 22° 41' 10" а ректасцензија 9h 22m 56,3s. Привидна величина (магнитуда) објекта IC 2462 износи 15,0 а фотографска магнитуда 15,8.